# Молекулярный ион водорода
Молекулярный ион водорода — простейший двухатомный ион H2+, образуется при ионизации молекулы водорода. В молекулярном ионе H2+ образуется одноэлектронная химическая связь с расстоянием dHH = 1,07Å. Одноэлектронная связь менее прочна (энергия разрыва 61 ккал/моль), чем обычная двухэлектронная связь в нейтральной молекуле водорода (dHH=0,74Å, энергия разрыва 104 ккал/моль).
Расчеты зависимостей полной энергии и её компонент от межъядерного расстояния для простейшей структуры с химической связью — молекулярного иона водорода H2+ с одноэлектронной связью — показывают, что минимум полной энергии, который достигается при равновесном межъядерном расстоянии, равном 1,06Å, связан с резким понижением потенциальной энергии электрона вследствие концентрации и сжатия облака электронной плотности в межъядерной области.
Можно представить образование иона H2+ как результат реакции атома водорода и протона:
{\displaystyle {\mathsf {H+H^{+}\rightarrow H_{2}^{+}+61\ kcal}}}
или ионизацию молекулы водорода
{\displaystyle {\mathsf {H_{2}+357\ kcal\rightarrow H_{2}^{+}+e^{-}}}}
Также молекулярным ионом водорода можно считать молекулу H3+, которая сравнительно устойчива и образуется по схеме
{\displaystyle {\mathsf {H_{2}+H^{+}\rightarrow H_{3}^{+}+70\ kcal}}}
или по бимолекулярной реакции через возбуждённый ион водорода H4+.
{\displaystyle {\mathsf {H_{2}^{+}+H_{2}\rightarrow [H_{4}^{+}]^{*}\rightarrow H_{3}^{+}+H+1,1\ eV}}}
Молекулярный ион водорода H2+ содержит два протона, заряженных положительно, и один электрон, заряженный отрицательно. Единственный электрон компенсирует электростатическое отталкивание двух протонов и удерживает их на расстоянии dHH = 1,06 Å. Центр электронной плотности электронного облака (орбитали) равноудалён от обоих протонов на боровский радиус α0 = 0,53 Å и является центром симметрии молекулярного иона водорода H2+
Молекулярный ион водорода H3+ содержит три протона и два электрона. Электростатическое отталкивание трёх протонов компенсируется двумя электронами. Методом кулоновского взрыва показано, что протоны молекулярного иона водорода H3+ находятся в вершинах равностороннего треугольника с межъядерным расстоянием 1,25 ± 0,2Å. Точного решения волнового уравнения Шрёдингера, описывающего поведение электронов для систем, содержащих два электрона, не существует. Широко используемая приближённая теория молекулярных орбиталей не учитывает кулоновскую электронную корреляцию — электростатическое отталкивание электронов. Можно считать, что при учёте кулоновской электронной корреляции центры электронной плотности электронов будут равноудалены друг от друга, а также равноудалены от ядер молекулярного иона водорода H3+. В центре молекулярного графа H3+ существует «кулоновская дыра». В молекулярном ионе H3+ реализуется двухэлектронная трёхцентровая химическая связь.